# Trevor Nyakane
Trevor Nyakane (nacido en Bushbuck Ridge el 4 de mayo de 1989) es un jugador de rugby sudafricano, que juega de pilier para la selección de rugby de Sudáfrica y para el Sharks del United Rugby Championship.
Debutó con la selección sudafricana se produjo en un partido contra Italia en Durban el 8 de junio de 2013 como reemplazo de Tendai Mtawarira en lo que fue una victoria sudafricana 44-10. El 22 de junio de 2013 anotó su primer ensayo, contra Samoa, en Pretoria. Con Sudáfrica ganando ya 49-23, la anotación en el minuto 80 de Nyakane completó una victoria amplia. Ha formado parte de la selección sudafricana que ganó el bronce en la Copa del Mundo de Rugby de 2015 celebrada en Inglaterra.
Nyakane fue nombrado en el equipo de Sudáfrica para la Copa Mundial de Rugby de 2019. Sin embargo, tuvo que retirarse debido a una lesión sufrida en el primer partido contra Nueva Zelanda y fue reemplazado por Thomas du Toit. Sudáfrica ganó el torneo y derrotó a Inglaterra en la final. En 2023 fue nombrado de nuevo para la Copa Mundial de Rugby de 2023, donde Sudáfrica ganó el torneo, derrotando en la final a Nueva Zelanda.